# Galium cometerhizon
Espèce
Classification phylogénétique
Statut de conservation UICN

 LC  : Préoccupation mineure
Galium cometerhizon, le gaillet à racines chevelues, est une espèce de plantes à fleurs du genre Galium et de la famille des rubiacées. C'est une plante herbacée vivace trouvée en France.

## Taxonomie
L'espèce est décrite en 1818 par le naturaliste français Philippe-Isidore Picot de Lapeyrouse.
Synonymes
- Galium megalospermum subsp. cometerhizon (Lapeyr.) Nyman
- Galium suaveolens Lapeyr.

## Distribution
L'espèce Galium cometerhizon est présente dans les Pyrénées à la fois en Espagne et en France ainsi qu'en Corse,.

## Protection
Galium cometerhizon est évaluée Espèce de préoccupation mineure (LC) au niveau de la France sur la Liste rouge de la flore vasculaire de France métropolitaine de 2019, Espèce quasi menacée (NT) pour la Corse et Espèce vulnérable (VU) au niveau de l'Aquitaine.